# Enneratto
| Enneratto                   | Enneratto           |
| --------------------------- | ------------------- |
|                             |                     |
| Tipo                        | Politopo-9 regolare |
| Famiglia                    | Ipercubo            |
| Notazione di Schläfli       | {4,37}              |
| Diagramma di Coxeter-Dynkin |                     |
| 8-facce                     | 18 otteratti        |
| 7-facce                     | 144 etteratti       |
| 6-facce                     | 672 eseratti        |
| 5-facce                     | 2016 penteratti     |
| 4-facce                     | 4032 tesserati      |
| Celle                       | 5376 cubi           |
| Facce                       | 4608 facce quadrate |
| Spigoli                     | 2304                |
| Vertici                     | 512                 |
| Gruppo di Coxeter           | C9, [37,4]          |

Un enneratto è una forma geometrica regolare di 9 dimensioni spaziali che possiede 512 vertici, 2304 spigoli, 4608 facce quadrate, 5376 celle cubiche, 4032 ipercelle tesserattiche, 2016 celle penterattiche (di 5 dimensioni spaziali), 672 celle eserattiche (di 6 dimensioni spaziali), 144 celle etterattiche (di 7 dimensioni spaziali) e 18 celle otterattiche (di 8 dimensioni spaziali).
Il nome enneratto deriva dalla fusione tra la parola tesseratto e la parola greca ἑννέα (nove).